# Ocean Colour Scene
Gli Ocean Colour Scene sono un gruppo musicale britannico attivo dai primi anni novanta.

## Storia
Il loro genere è un britpop che deve molto alle sonorità degli anni '60/'70: nei loro brani si possono sentire influenze di band come i Beatles e gli Who.
Nel 1996 ottengono il loro più grande successo scalzando al primo posto in classifica gli Oasis con l'album Marchin' Already che vende milioni e milioni di copie, in Italia hanno poca fortuna a causa di una scarsa promozione. Nel 1999 i Lùnapop pubblicano il brano "Un giorno migliore" accreditato a Cesare Cremonini, che condivide con il brano di "Better Day" l'intro vocale e del pianoforte oltre ovviamente al titolo. Il cantante dei Lùnapop Cesare Cremonini ha sempre affermato di "aver scritto Un giorno migliore da adolescente" prima del 1996.
La band inglese continua a sfornare dischi in Inghilterra distribuiti dalla Universal fino al 2001, passati alla sanctuary dal 2003 al 2005, dove pubblicano altri 2 album di inediti e 1 live.
Nel 2006 creano la Moseley Shoals records etichetta che debutta con Un Live folk nell'aprile 2006, nel maggio 2007 esce il loro nuovo attesissimo album On the Leyline prodotto dalla medesima etichetta e distribuito nuovamente dalla Universal.

## Formazione
- Steve Cradock; (22 agosto 1969); chitarra, piano, mandolino, EBow, organo e cori
- Simon Fowler, (25 aprile 1965); voce, armonica a bocca e chitarra acustica
- Oscar Harrison (15 aprile 1965); batteria, piano e cori.
- Damon Minchella (1º giugno 1969); basso

## Discografia

### Album in studio
- 1992 - Ocean Colour Scene
- 1996 - Moseley Shoals
- 1997 - Marchin' Already
- 1999 - One from the Modern
- 2001 - Mechanical Wonder
- 2003 - North Atlantic Drift
- 2005 - A Hyperactive Workout for the Flying Squad
- 2007 - On the Leyline
- 2010 - Saturday
- 2013 - Painting

### Live
- 2002 - Live on the Riverboat
- 2004 - One For The Road
- 2006 - Live Acoustic at the Jam House
- 2006 - Live At Birmingham Academy
- 2007 - BBC Sessions

### Raccolte
- 1997 - B-sides, Seasides and Freerides
- 2001 - Songs for the Front Row
- 2003 - Anthology
- 2007 - The Collection